# クリストフ・バラティ
クリストフ・バラテイ（Kristof Barati）は、ハンガリーのヴァイオリン奏者。
ブダペストに生まれたが、幼少期はベネズエラで暮らした。5歳でヴァイオリンを始め、3年後にはベネズエラのオーケストラと共演。11歳の時にはモンペリエでも演奏した。ブダペストのフランツ・リスト音楽アカデミーでも研鑽を積み、イタリアのリピツァー、フランスのロン＝ティボー、ベルギーのエリザベート王妃の各コンクールで上位入賞。シカゴのストラディバリウス協会から1703年製のストラディヴァリウスを貸与されている。